# Анзен (Па-де-Кале)
Анзе́н (фр. Annezin) — коммуна во Франции, регион О-де-Франс, департамент Па-де-Кале, округ Бетюн, кантон Бетюн. Пригород Бетюна, расположен к западу от города и отделён от него рекой Лав.
Население (2018) — 5 871 человек.

## Достопримечательности
- Церковь Святого Мартина 1872 года в стиле неоготика

## Экономика
Структура занятости населения:
- сельское хозяйство - 0,3 %
- промышленность - 23,9 %
- строительство - 9,9 %
- торговля, транспорт и сфера услуг - 31,6 %
- государственные и муниципальные службы - 34,2 %

Уровень безработицы (2017) — 13,7 % (Франция в целом — 13,4 %, департамент Па-де-Кале — 17,2 %). 

Среднегодовой доход на 1 человека, евро (2017) — 19 640 (Франция в целом — 21 110, департамент Па-де-Кале — 18 610).

## Демография
Динамика численности населения, чел.

## Администрация
Администрацию Анзена с 2020 года возглавляет Грегори Деба (Grégory Debas). На муниципальных выборах 2020 года возглавляемый им независимый список победил во 2-м туре, получив 50,37 % голосов.
| Период | Период | Фамилия            | Партия                  | Примечания                                            |
| ------ | ------ | ------------------ | ----------------------- | ----------------------------------------------------- |
| 1969   | 1971   | Артюр Капель       |                         |                                                       |
| 1971   | 1989   | Арман Дрюон        | Социалистическая партия | агент компании Électricité de France                  |
| 1989   | 2008   | Мари-Франс Дельфли | Разные правые           | директор школы, член Генерального совета департамента |
| 2008   | 2020   | Даниэль Деломе     | Социалистическая партия | преподаватель истории и географии                     |
| 2020   |        | Грегори Деба       |                         |                                                       |

## Ссылки

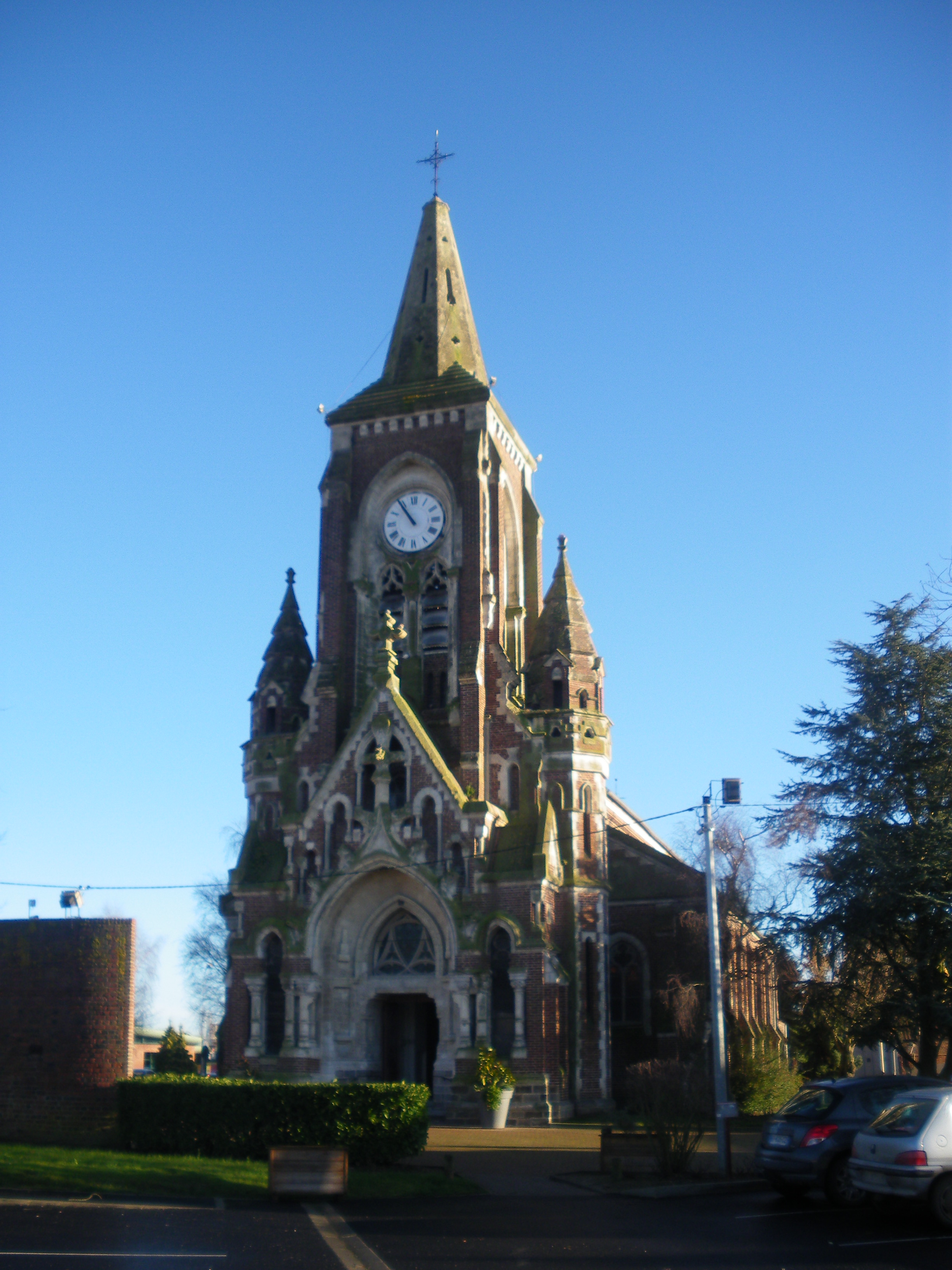
Церковь Святого Мартина